# Palagonit
Palagonit là một sản phẩm được hình thành do sự phản ứng giữa nước và thủy tinh núi lửa có thành phần hóa học tương tự như basalt. Palagonit cũng có thể được hình thành từ phản ứng giữa nước và basalt nóng chảy. Nước chuyển thành hơi khi tiếp xúc với dung nham nóng và các mảng dung nham nhỏ phản ứng với hơi nước để tạo thành nón tuff palagonit sáng màu trong các khu vực phun trào dung nham basalt có tiếp xúc với nước. Một ví dụ được tìm thấy trong các nón pyroclastic ở quần đảo Galapagos. Charles Darwin phát hiện ra nguồn gốc của các nón này trong khi đến các đảo này. Palagonit cũng có thể được hình thành từ quá trình phong hóa chậm chạp của dung nham thành palagonit, kết quả tạo ra một lớp màu vàng cam mỏng trên bề mặt đá. quá trình biến đổi dung nham thành palagonit được gọi là sự palagonite hóa.
Đất palagonit có dạng bụi màu vàng cam nhạt, bao gồm một hỗn hợp các hạt có kích thước cỡ micromet, thường được tìm thấy trong hỗn hợp với các mảnh vở dung nham lớn hơn. Màu sắc của nó tùy thuộc vào hàm lượng sắt +3.
Palagonit tuff là tuff có thành phần gồm các mảnh vỡ sideromelane và các mảnh đá basalt kích thước thô hơn, trên nền palagonit.Hô4n hợp của sideromelane trên nền palagonit được gọi là hyaloclastit.